# 大島一能
大島 一能（おおしま かずよし、1950年 - ）は、大阪府出身の日本の情報通信工学者。大阪工業大学名誉教授。工学博士（東京大学）。電子情報通信学会（IEICE）フェロー。
専門は、情報通信工学・ネットワーク工学、Unixプログラミングなど。

## 経歴
1975年東京大学大学院工学研究科電子工学専攻修士課程修了。1978年同大学院工学研究科電子工学専攻博士後期課程修了、工学博士（東京大学）。三菱電機情報技術総合研究所で主にATM/光アクセスネットワークの研究開発に従事し、1987年カリフォルニア大学ロサンゼルス校（UCLA）客員研究員も兼務。その後、三菱電機欧州研究所（フランス）での駐在経験、本社通信システム統括事業部ATMシステム部長などを務め、2010年大阪工業大学情報科学部情報ネットワーク学科（現：ネットワークデザイン学科）教授として着任。2013年同大学情報科学部長・情報科学研究科長。2021年同大学名誉教授。
大阪工業大学情報科学部長として、奈良県川上村の桜を鑑賞できるシステム「桜ライブキャスト」（長距離WiFiブリッジ接続など情報通信技術を活用）プロジェクトの推進や、主に大阪府教育センターと協力し高大連携教育推進にも取り組んだ。
主な所属学会は、電子情報通信学会、映像情報メディア学会、IEEEなど。主な受賞は、電子情報通信学会フェロー（2009）。

## 主な研究
- 光アクセスシステムにおけるパケットモニタを適用した省電力化方式の研究[6]
- 光通信システムにおけるONU消費電力の削減方法[7] - 科学技術振興機構（JST）支援「関西9私大新技術説明会」2015での発表
- PON-ONU省電力化方式のOpen vSwitchによる模擬実験に関する一検討
- 無線LANのGE-PONシステムへの収容に関する一検討[8]
- ATMスイッチの無瞬断2重化切替方式の検討
- ニューラルネットワークによる最短経路問題の実時間制御への適用法の提案